# Czyreń gładki
Czyreń gładki (Phellinus laevigatus (P. Karst.) Bourdot & Galzin) gatunek grzybów z rzędu szczeciniakowców (Hymenochaetaceae).

## Systematyka i nazewnictwo
Pozycja w klasyfikacji według Index Fungorum: Phellinus, Hymenochaetaceae, Hymenochaetales, Agaricomycetidae, Agaricomycetes, Agaricomycotina, Basidiomycota, Fungi.
Takson ten w 1881 r. opisał Petter Adolf Karsten nadając mu nazwę Poria laevigata. Obecną, uznaną przez Index Fungorum nazwę nadali mu Hubert Bourdot i Amédée Galzin w 1927 r.
Ma 8 synonimów. Niektóre z nich:
- Fomes igniarius var. laevigatus (P. Karst.) Overh. 1931
- Fuscoporia laevigata (P. Karst.) G. Cunn. 1948
- Ochroporus laevigatus (P. Karst.) Fiasson & Niemelä 1984
- Polyporus igniarius var. laevigatus (P. Karst.) Jørst. 1937[2].

Polską nazwę nadał mu Stanisław Domański w 1965 r.

## Morfologia
Owocnik
Wieloletni, rozpostarty, na pionowych powierzchniach rozpostarto-odgięty, czasami guzowaty, silnie przyrośnięty do podłoża. Rozrasta się wzdłuż pni i gałęzi drzew. Powierzchnia nierówna, gruzełkowata, początkowo o barwie od tabaczkowej do cynamonowobrązowej, potem szarobrązowa. Brzeg wyraźny, odstający od podłoża, jaśniejszy i sterylny. Kontekst korkowaty, twardy. Hymenofor rurkowaty. Rurki tworzą wyraźnie odróżniające się warstwy o grubości do 4 mm. Pory okrągłe i bardzo drobne, na 1 mm mieści się ich 5–8.
Cechy mikroskopowe
W hymenium znajdują się proste lub zagięte, brązowe, grubościenne szczecinki o wymiarach 10–20 × 4–8 µm. Bazydiospory owalne, łezkowate z ostrą podstawą, gładkie, grubościenne, przezroczyste, 4–5 × 3,5–4 µm.

## Występowanie i siedlisko
Występuje w Ameryce Północnej (USA i Kanada), Europie, Azji, Australii i na Nowej Zelandii. W piśmiennictwie naukowym na terenie Polski do 2003 r. podano 5 stanowisk. Znajduje się na Czerwonej liście roślin i grzybów Polski. Ma status V – gatunek narażony, który zapewne w najbliższej przyszłości przesunie się do kategorii wymierających, jeśli nadal będą działać czynniki zagrożenia. Znajduje się na listach gatunków zagrożonych także w Niemczech.
Grzyb nadrzewny, saprotrof i słaby pasożyt. Występuje w lasach na martwych lub zamierających pniach drzew liściastych, głównie brzóz, rzadziej na olszach, grabach, dębach i wierzbach. Powoduje zgniliznę białą jednolitą twardzieli.